# Piotr Lubowiecki
Piotr Lubowiecki herbu Szreniawa – szambelan Stanisława Augusta Poniatowskiego w 1772 roku, pułkownik wojsk koronnych, podstoli horodelski w latach 1767-1792, wojski mniejszy bełski w latach 1766-1767, po rozbiorach członek Stanów Galicyjskich.
Poseł na sejm 1782 roku z ziemi chełmskiej.